# Pheidole saxicola
Pheidole saxicola är en myrart som beskrevs av Wheeler 1922. Pheidole saxicola ingår i släktet Pheidole och familjen myror. Inga underarter finns listade i Catalogue of Life.